# Christian Dahlem
Christian Dahlem (* 1770; † 16. April 1833) war ein fränkischer Landwirt und Politiker.

## Werdegang
Dahlem war Landwirt in Kleinostheim. Er hatte dort 1796 den ehemals adligen „Marienhof“, das größte Anwesen im Ort, für 800 Gulden jährlich in Erbpacht übernommen. Im Jahr 1831 erwarb er das Hofgut, zu dem rund 245 Morgen (etwa 52 Hektar) Ländereien gehörten, für 15.000 Gulden. Nach seinem Tod verkauften es die Söhne 1841 an Karl Lauckhard. Ein Teil der Ländereien war bereits vorher veräußert worden, so dass Lauckhard im Jahr 1849 noch 167 Morgen (35 Hektar) Land besaß. Das Gutshaus in der Aschaffenburger Straße 24 wurde bei einem Bombenangriff im Zweiten Weltkrieg am 21. Januar 1945 vollständig zerstört.
Christian Dahlem war von 1811 bis 1816 Landschöffe und Ortsvorsteher von Kleinostheim. Ein Anliegen war ihm in dieser Zeit, eine Sumpffläche für die Landwirtschaft nutzbar zu machen. So ließ er den Sumpf mit Gräben entwässern, was einen beträchtlichen Mehrertrag an Heu und eine Qualitätsverbesserung des Viehfutters einbrachte. Ein kleiner Teil des Sumpfes wurde zudem zum Torfstechen benutzt, um Brennmaterial und Dünger zu gewinnen. 
Nicht umgesetzt wurde Dahlems Projekt, die Auwiesen durch eine Ableitung des Steinbachs zu bewässern. Es scheiterte nicht nur am Unverständnis der einheimischen Bauern, sondern auch an technischen Schwierigkeiten und Geldmangel.
Ab Februar 1819 gehörte er als Abgeordneter der Klasse V der Kammer der Abgeordneten an. Nach Wegfall der für sein Mandat erforderlichen Begüterung und wegen Krankheit schied er am 1. Februar 1822 aus dem Parlament aus.
Christian Dahlem war verheiratet mit Margaretha Fleischmann aus Mosbach. Sohn Johann Dahlem übernahm 1819 das Stiftsgut in Mainaschaff. Sohn Christian Dahlem besaß 1850 ein Wohnhaus in der Kirchstraße 5 in Kleinostheim. 